# 彼岸寺碑
彼岸寺碑，亦称彼岸寺经幢，位于河南漯河市郾城区实验中学校园内，为第六批全国重点文物保护单位。郾城人称之为“龙塔古篆”。
该寺碑原建造于原彼岸寺内，为四方抹棱体，记载该寺的发展及一些佛经，为北宋时所建。其建筑自上而下分别为碑顶、造像碑、篆文碑、基座和底盘，建筑主体下部有八根透雕蟠龙石柱支撑，类似古塔。其雕像奇异，为现存罕见的宋朝前期的佛教石雕作品。